# Kaszre-Sirin
Kaszre-Sirin (Qasr-e Chirin, újperzsa nyelven قصرشيرين) város Iránban, Kermánsáh tartományban. A nevének jelentése a szépség vára.

## Fekvése
Teherántól 761 km-re fekvő település.

## Története
A település már az ókorban is nagy forgalmú csomópont volt. Itt tartották pihenőjüket a Bagdad-Hamadán úton Mezopotámia felé tartó tevekaravánok. Virágkorát azonban a Szasszanida-korban élte. Később arabok, törökök és kurdok egymást váltva fosztogatták.
A 19. század elején a város északi részén erődöt építettek, hogy ezzel biztosítsák a Kerbalába tartó zarándokseregek és a város békéjét.

## Műemlékek
A várostól északkeletre található műemlék a Csahar Kapu (Chahar Qapu), a szasszanida kor egyik templomának maradványa látható. Északabbra viszont II. Khosro király (590-628) várának romjai láthatók, melyet a király még hitvese Sirin számára épített, vagy a Ban Qal'eh nevű kőtömb és a karavánszeráj maradványai.
A helyszín az UNESCO 1997. május 22-i indikatív listáján szerepelt.
Legutóbbi ásatások:
A Qasr-e Chirin helyszínét először 1891-ben, majd 1910-ben tárták fel.
A 2006-ban végzett ásatások az Uruk-időszakból (ókori mezopotámiai civilizáció) származó agyagokat fedezték fel. Az ásatások során minden korszak nyomai megtalálhatók a Méd-Elamit időszak, az Achaemenid periódus3 óta.
A negyven kilométer hosszú falat, amelyet Khosro Parviz épített a város védelmére, ugyanazon ásatások során fedezték fel. Ez a fal túlmutat az Irak határán. A Sassanid-időkben ásott csatorna Irakban végződik. Az Alvand-folyó vize egy áron keresztül Irakba vezetett. A stukkóval borított kőcsatornát az öntözés területén végzett építészet egyik remekművének tartják.